# Château de Boulains
 (mars 2025).
Si vous disposez d'ouvrages ou d'articles de référence ou si vous connaissez des sites web de qualité traitant du thème abordé ici, merci de compléter l'article en donnant les références utiles à sa vérifiabilité et en les liant à la section « Notes et références ».
 (mars 2025).
La mise en forme du texte ne suit pas les recommandations de Wikipédia : il faut le « wikifier ».
Les points d'amélioration suivants sont les cas les plus fréquents :
- Les titres sont pré-formatés par le logiciel. Ils ne sont ni en capitales, ni en gras.
- Le texte ne doit pas être écrit en capitales (les noms de famille non plus), ni en gras, ni en italique, ni en « petit »…
- Le gras n'est utilisé que pour surligner le titre de l'article dans l'introduction, une seule fois.
- L'italique est rarement utilisé : mots en langue étrangère, titres d'œuvres, noms de bateaux, etc.
- Les citations ne sont pas en italique mais en corps de texte normal. Elles sont entourées par des guillemets français : « et ».
- Les listes à puces sont à éviter, des paragraphes rédigés étant largement préférés. Les tableaux sont à réserver à la présentation de données structurées (résultats, etc.).
- Les appels de note de bas de page (petits chiffres en exposant, introduits par l'outil «  Source ») sont à placer entre la fin de phrase et le point final[comme ça].
- Les liens internes (vers d'autres articles de Wikipédia) sont à choisir avec parcimonie. Créez des liens vers des articles approfondissant le sujet. Les termes génériques sans rapport avec le sujet sont à éviter, ainsi que les répétitions de liens vers un même terme.
- Les liens externes sont à placer uniquement dans une section « Liens externes », à la fin de l'article. Ces liens sont à choisir avec parcimonie suivant les règles définies. Si un lien sert de source à l'article, son insertion dans le texte est à faire par les notes de bas de page.
- La présentation des références doit suivre les conventions bibliographiques. Il est recommandé d'utiliser les modèles {{Ouvrage}}, {{Chapitre}}, {{Article}}, {{Lien web}} et/ou {{Bibliographie}}. Le mode d'édition visuel peut mettre en forme automatiquement les références.
- Insérer une infobox (cadre d'informations à droite) n'est pas obligatoire pour parachever la mise en page.

Pour une aide détaillée, merci de consulter Aide:Wikification.
Si vous pensez que ces points ont été résolus, vous pouvez retirer ce bandeau et améliorer la mise en forme d'un autre article.
Le château de Boulains est un château du XIXème siècle de style néo-classique, situé dans la commune d'Échouboulains, dans le département de Seine-et-Marne en région Île-de-France, à environ dix kilomètres au nord de Montereau-Fault-Yonne.
En 1996, le parc du château est pré-inventorié à l’Inventaire des monuments historiques.

## Propriété privée (1867-1931)
Le château est construit à partir de 1867, pour le comte René Boussard de la Chapelle, maire d'Échouboulains, au lieu-dit "La Fontaine Rabot". Il remplacerait un ancien château, existant en ce même lieu auparavant, édifié en 1810. Fait de pierres et de briques locales, il comprend deux ailes, un toit en ardoises et un jardin à la française pourvu d’un bassin. Les maisons des gardes-chasse, construites entre 1880 et 1890 sont couvertes de tuiles du Morvan (tuiles bleues numérotées de Montchanin).
En 1892, M. Georges Léopold Halphen (1832-1903) rachète le château de Boulains. Il agrandit le domaine en achetant d'autres terrains et fermes, et fait construire un moulin à vent dans le prolongement du jardin à la française, ainsi que l'aile sud du château. À sa mort, sa fille Louise et son gendre M. Émile Deutsch de la Meurthe héritent de la propriété, qu'ils transmettent ensuite à leur quatre filles : Betty, Gabrielle, Georgette et Suzanne Deutsch de la Meurthe.
Lors de la première guerre mondiale, ce château est utilisé comme hôpital militaire.

## Maison de convalescence (1932-1942)
Suzanne Deutsch de La Meurthe (1892-1937), propriétaire du château et passionnée d’aviation, souhaite ouvrir une maison de convalescence pour les blessés de l'aviation, civils ou militaires. En avril 1931, elle fait don du château à l'État, à condition qu'il serve à cette mission, et confie la gestion du domaine à sa fondation, la Fondation Maison des Ailes.
L’édifice est alors transformé, selon le souhait de sa donatrice, en maison de repos et de convalescence pour le personnel de l'Armée de l’air et de l'aviation civile, sous l'égide de l'association Les Ailes Brisées.
En 1940, à la suite de l'armistice, le domaine est réquisitionné et le château pillé. De ce fait, il n'est plus adapté pour son rôle de maison de convalescence.

## La Maison des Ailes (1942-1995)
Le Conseil d'Administration de la Fondation Maison des Ailes - Suzanne Deutsch de la Meurthe décide donc de confier provisoirement la gestion du domaine à l'Armé de l'Air, le 24 février 1942, et accepte que le domaine soit utilisé comme maison d'éducation de jeunes filles appartenant à des familles d'aviateurs tués, blessés ou malades à l'occasion du service.
En effet, après l’hécatombe de la Bataille de France (mai et juin 1940), l’Armée de l’air crée rapidement deux institutions pour les enfants de ses soldats morts au combat. La première, l’École des Pupilles de l’Air, accueille les garçons à Grenoble. La seconde prend en charge les jeunes filles au Château de Boulains : c’est la Maison des Ailes (ouverte en 1942).
Le 6 novembre 1942, trente jeunes filles d’aviateurs sont accueillies par mademoiselle Darne, la première directrice de la Maison des Ailes. Ces orphelines sont réparties en quatre équipes portant les noms prestigieux des aviateurs Guynemer et Mermoz, ainsi que ceux du maréchal Lyautey et du Père de Foucaud, tandis que les plus âgées des élèves sont désignées chefs d’équipe responsables de la discipline. Des aménagements sont réalisés au sein du château afin de l’adapter à sa nouvelle fonction : un préau, des cuisines et un stade sont notamment construits.
En 1995, la Maison des Ailes ferme ses portes après avoir accueilli pendant plus de 50 ans près de 2 400 élèves. Les jeunes filles hébergées rejoignent l’École des pupilles de l’air de Grenoble.

## Centre médicalisé (1995-2011)
En 1995, la Fondation Maison des Ailes - Suzanne Deutsch de la Meurthe met le domaine de Boulains à disposition de l'association L'envol pour les enfants européen, qui utilise le château comme centre de loisirs médicalisé. L'association organise au château de Boulains des séjours de repos et vacances pour des enfants atteints de maladies très graves, avec priorité pour les enfants de la famille aéronautique. En 2011, l'association l'Envol quitte le domaine pour s'installer dans d'autres locaux.

## À partir de 2011
Depuis 2011, la Fondation Maison des Ailes - Suzanne Deutsch de la Meurthe, a cherché à se rapprocher de la poursuite de son objet social initial (ré-installer une maison de retraite et convalescence pour les aviateurs civils et militaires et leurs familles telle que le voulait la donatrice), mais les nombreux efforts et démarches en ce sens n'ont pas abouti. Ayant dû constater l'impossibilité de réaliser son objet social, par décisions de son Conseil d'Administration en 2018, la Fondation a décidé de remettre à l'État la gestion du domaine, de cesser toute activité et de demander au Conseil d'État une autorisation de dissolution de la Fondation.
L'actuel domaine d'Échouboulains est grand de plus de 130 hectares (château, parc, communs, grande serre, potager, ferme attenante, prairie et bois).